# 桂む雀
桂 む雀（かつら むじゃく、1961年5月31日 - ）は、日本の落語家、ハーモニカ奏者。本名は岡 芳幸（おか よしゆき）。上方落語協会会員（2008年12月復帰）。大阪市出身。大阪商業大学附属堺高等学校卒業。

## 経歴
1981年1月に2代目桂枝雀に入門。同年5月、茨木市唯敬寺の「雀の会」にて初舞台。2005年2月には中国語による落語や南京玉すだれを初披露したが、2005年3月3日に「桂む雀の夕刊探検隊」の収録中に脳出血で倒れた。
2008年3月現在、落語家としては復帰しておらず、落語会の鳴り物を手伝いながら高座に復帰するために奮闘している。2008年12月上方落語協会復帰に伴い2009年に天満天神繁昌亭の昼席で鳴り物として復帰している。
2009年8月ハーモニカ奏者として舞台に復帰。複音ハーモニカ（師匠・枝雀の形見）による演奏活動を始めた。年に1回の割合で山田雅人の語り、三代澤康司（ABCアナウンサー）の落語、む雀のハーモニカ演奏による「語りと落語とハーモニカ」という公演を開催している。
趣味は歌舞伎鑑賞という根っからの古典派であり、したがってネタは七段目・蛸芝居などの芝居話を得意としている。また長唄や義太夫など、その他の古典芸能にも造詣が深く、それぞれ師匠に付いて本格的に稽古をしていた時期もある。

## 人物
- ボーイスカウト1級、大型特殊免許、ホームヘルパー2級の資格を持っている。
- かつてABCテレビ「おはよう朝日です」の突撃バーゲンダーとして出演していた。
- ABCラジオ「歌謡大全集」にも2000年度シーズンオフ金曜に出演していた。
- 大喜利や落語会などでは「ひらがな混じりの可愛い名前」というのをお決まりにしている。
- ものまねが得意で、特に福井敏雄のそれはABCテレビ「枝雀寄席」ではお決まりであり、枝雀も非常に気に入っていたようである。

## 受賞歴
- 2002年 「文化庁芸術優秀賞」（演目はむ雀独演会の「高津の富」）

## 関連書籍
- 朝日新聞社 『週刊 街道をゆく 20号』 （「エッセイ 私のこの一冊（20）『大坂侍』 桂む雀」、2005年5月31日）